# Dol (jednostka)
Dol (łac. dolor – ból) – jednostka natężenia bólu wymyślona w latach 1950–1959 przez Jamesa Hardy'ego wraz z Herbertem Wolffem i Helen Goodell podczas badań nad bólem, które przeprowadzali na Uniwersytecie Cornella.
Hardy, Wolff i Goodell przykładali precyzyjnie skalibrowany promiennik ciepła do czoła lub dłoni badanych osób. Następnie badanych proszono o sygnalizowanie "najmniejszych zauważalnych różnic" w bólu i ilustrowano to na wykresie, gdzie 1 dol = 2 "najmniejsze zauważalne różnice". Badali w ten sposób również działanie różnych środków przeciwbólowych.
Istnieje wiele skal bólu, które opierają się na subiektywnym odczuciu, zachowaniu badanego oraz na aspektach psychologicznych.